# NGC 7426
NGC 7426 (другие обозначения — PGC 70042, UGC 12256, MCG 6-50-12, ZWG 515.12) — эллиптическая галактика (E) в созвездии Ящерица.
Этот объект входит в число перечисленных в оригинальной редакции «Нового общего каталога».